# Карло Ґоцці
Карло Ґоцці (італ. Carlo Gozzi; 13 грудня 1720, Венеція — 4 квітня 1806, Венеція) — італійський драматург, відомий як автор творів «Любов до трьох апельсинів», «Турандот», «Король-олень», «Жінка-змія» та ін.  Молодший брат поета і літературного критика Гаспаро Ґоцці.
Сучасники вважали Ґоцці ретроградом за те, що він був теоретичним і художнім противником просвітницького культу розуму, виступав за старий, феодальний лад, за те, щоб кожний соціальний прошарок знав своє місце.
Ґоцці не йшов за новими людьми ні в чому — ні в думках, ні в укладі життя, ні навіть в одязі. Венецію він любив за те, що вона «населена духами минулого». Це не було перебільшенням, він щиро вірив в існування духів, а на схилі літ усі свої численні побутові злигодні пояснював тим, що духи мстяться йому за розкриття ним їхніх таємниць людям .
Ґоцці був суперником іншого сучасника — Карло Ґольдоні, народні комедії котрого здавалися йому неприпустимими вже тому, що автор виводив на сцену низи суспільства як рівноправних героїв вистави. 
Ґоцці хотів повернути на сцену імпровізовану комедію, та хоча традиції комедії «дель арте» виявилися плідними і живучими аж до ХХ століття, сам Ґоцці, по суті, став творцем нового жанру, хоч і пов'язаного з «комедією масок». 
На Ґоцці мала великий вплив традиція французького ярмаркового театру. Інколи автор переходив до притчі, а інколи повністю віддавався життєвій логіці образів. Часами Ґоцці апелював до чаклунства,а іноді цілком реалістично мотивував явища. Ґоцці любив гротесковий жарт, але водночас підносив глядачеві алегорію величної моралі, давав взірці героїчного надкохання і т. п.
На основі сюжету твору «Любов до трьох апельсинів» композитор С.Прокоф'єв у 1919 р. створив однойменну оперу в 4 діях 10 картинах з прологом.